# Beketovka (oblast d'Astrakhan)
Pour les articles homonymes, voir Beketovka.
Beketovka (russe : Бекетовка) est une localité rurale (selo) situé dans le selsoviet Mayachninsky du raïon d'Ikrianoïe, au sein de l'oblast d'Astrakhan, en Russie. La population du village était de 393 habitants en 2010. Le village comprend trois rues.

## Géographie
Beketovka est située à 1,8 km à l'est de la petite ville d'Ikrianoïé, qui se trouve de l'autre côté d'un bras de la Volga. Ikrianoïé est la localité rurale la plus proche,. En outre, Beketovka est située à environ 350 km au sud-est de Volgograd  et à 50 km au sud-ouest d'Astrakhan.